# Вуглецеві зорі
Вуглецева зоря (зоря С-типу) — це, як правило, зоря асимптотичного відгалуження гігантів — яскравий червоний гігант, атмосфера якого містить більше вуглецю, ніж кисню. Два елементи поєднуються у верхніх шарах зорі, утворюючи оксид вуглецю, який споживає більшу частину кисню в атмосфері, залишаючи атоми вуглецю вільними для утворення інших вуглецевих сполук, надаючи зорі вражаючий рубіново-червоний вигляд. Існують також вуглецеві карлики та вуглецеві надгіганти, причому більш поширені гіганти іноді називають класичними вуглецевими зорями, щоб розрізнити їх.
У більшості зір (таких як Сонце) атмосфера багатша на кисень, ніж на вуглець. Тому звичайні зорі, які не мають властивостей вуглецевих зір, але достатньо холодні, щоб утворювати оксид вуглецю, називаються зорями, багатими на кисень.
Вуглецеві зорі мають досить відмінні спектральні характеристики, і вперше їх розпізнав за своїми спектрами Анджело Секкі в 1860-х роках, в час піонерства в астрономічній спектроскопії.

## Спектри

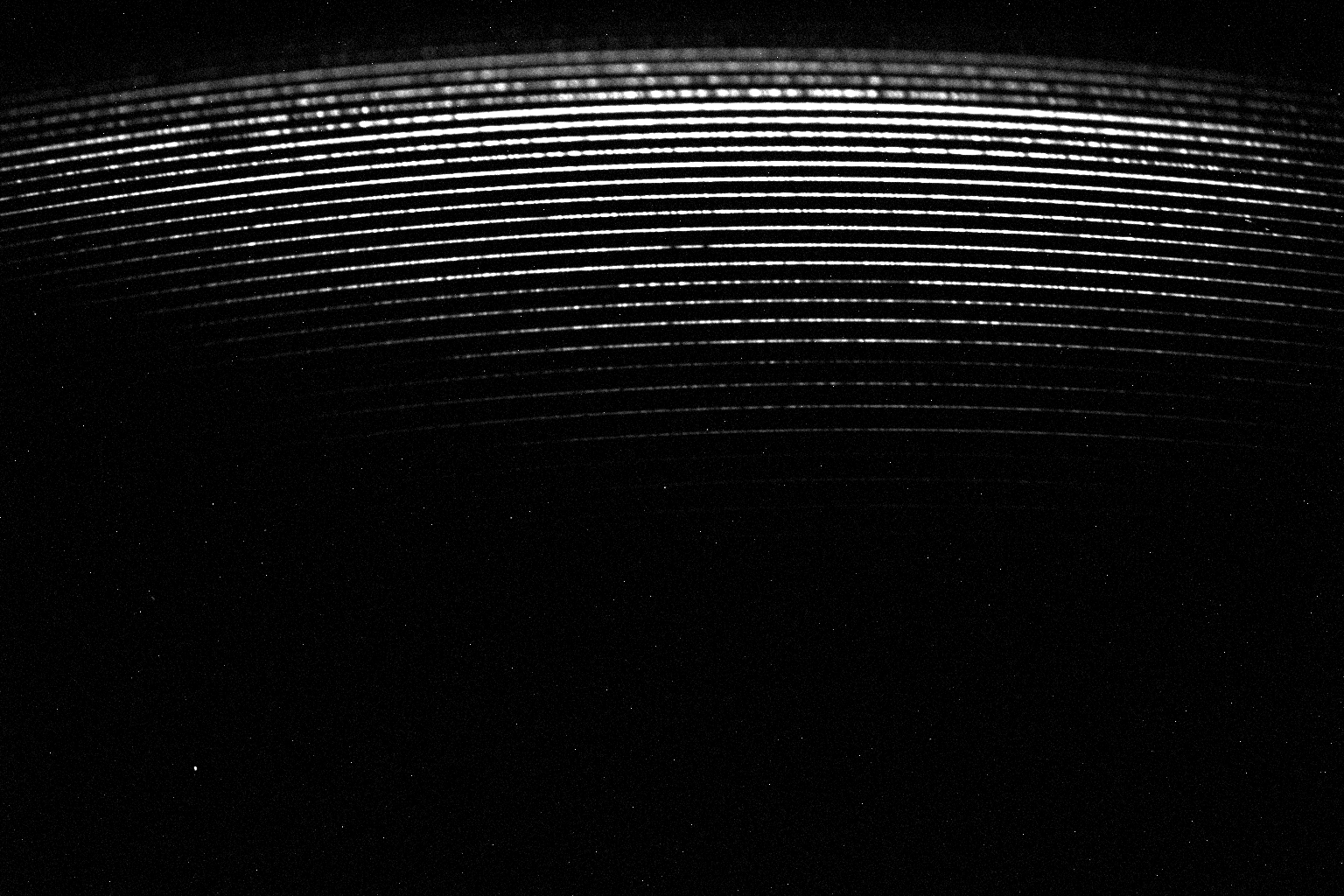
Ешелле-спектри вуглецевої зорі UU Aurigae

За визначенням вуглецеві зірки мають домінуючі спектральні смуги Свона від молекули C2. Багато інших сполук вуглецю можуть бути присутні у високих рівнях, таких як CH, CN (ціаноген), C3 і SiC2. Вуглець утворюється в ядрі і циркулює в його верхніх шарах, різко змінюючи склад шарів. Крім вуглецю, елементи S-процесу, такі як барій, технецій і цирконій, утворюються в спалахах оболонок і «витягуються» на поверхню.
Коли астрономи розробили спектральну класифікацію вуглецевих зір, вони зіткнулися зі значними труднощами, намагаючись співвіднести спектри з ефективними температурами зір. Проблема полягала в тому, що весь атмосферний вуглець приховував лінії поглинання, які зазвичай використовуються як індикатори температури для зір.
Вуглецеві зорі також демонструють багатий спектр молекулярних ліній на міліметрових і субміліметрових довжинах хвиль. У вуглецевій зорі CW Leonis було виявлено понад 50 різних міжзоряних молекул. Цю зірку часто використовують для пошуку нових міжзоряних молекул.

### Секкі
Вуглецеві зорі були відкриті ще в 1860-х роках, коли піонер спектральної класифікації Анджело Секкі встановив клас Секкі IV для вуглецевих зір, які наприкінці 1890-х років були перекласифіковані як зірки класу N.

### Гарвард
Використовуючи цю нову Гарвардську класифікацію, клас N пізніше було розширено класом R для менш насичених червоних зір, що мають спільні характерні вуглецеві смуги спектру. 
| Тип МК           | R0    | R3    | R5     | R8    | Na     | Nb    |
| гігантський екв. | G7-G8 | К1-К2 | ~K2-K3 | К5-М0 | ~М2-М3 | М3-М4 |
| T eff            | 4300  | 3900  | ~3700  | 3450  | ---    | ---   |

### Система Моргана-Кінана С
Пізніші класи N гірше відповідають аналогічним типам M, тому що Гарвардська класифікація лише частково базувалася на температурі, а також на вмісті вуглецю; тому незабаром стало зрозуміло, що така класифікація вуглецевих зір була неповною. Замість цього була введено новий подвійний  клас зір C, щоб мати справу з температурою та вмістом вуглецю. Такий спектр, виміряний для Y Canum Venaticorum, був визначений як C54, де 5 відноситься до температурно-залежних характеристик, а 4 до інтенсивності смуг C2 у спектрі. (C54 дуже часто альтернативно пишеться C5,4). Ця класифікація системи Моргана-Кінана C замінила старі класифікації RN з 1960 по 1993 рік.
| Тип МК           | C0    | C1    | C2    | C3    | C4    | C5    | C6    | C7    |
| гігантський екв. | G4-G6 | G7-G8 | G9-K0 | К1-К2 | К3-К4 | К5-М0 | М1-М2 | М3-М4 |
| T eff            | 4500  | 4300  | 4100  | 3900  | 3650  | 3450  | ---   | ---   |

### Переглянута система Моргана-Кінана
Двовимірна класифікація Моргана-Кінана С не виправдала очікувань творців:
1. вона не співвідноситься з вимірюваннями температури на основі інфрачервоного випромінювання,
2. спочатку будучи двовимірним, вона незабаром була розширена суфіксами, CH, CN, j та іншими функціями, що робить її непрактичною для масового аналізу населення вуглецевих зір у чужих галактиках,
3. і поступово виявилося, що старі зорі R і N насправді були двома різними типами вуглецевих зір, які мали реальне астрофізичне значення.

У 1993 році Філіп Кінан опублікував нову переглянуту класифікацію Моргана-Кінана, яка визначила класи: CN, CR і CH. Пізніше були додані класи CJ і C-Hd.  Це встановило систему класифікації, яка використовується сьогодні.
| клас                      | спектр | населення           | М В       | теорія                                                 | температура діапазон (К) | приклад(и)    | # відомий |
| ------------------------- | --- | ------------------- | --------- | ------------------------------------------------------ | ------------------------ | ------------- | --------- |
| класичні вуглецеві зорі   | |                     |           |                                                        |                          |               |           |
| CR:                       | відродження старого Гарвардського класу R: все ще видно на синьому кінці спектра, сильні ізотопні смуги, немає посиленої лінії Ba                                                  | середній диск поп I | 0         | червоні гіганти?                                       | 5100-2800                | S Cam         | ~25       |
| CN:                       | відродження старого Гарвардського класу N: сильне дифузне синє поглинання, іноді невидиме синім, елементи s-процесу посилені порівняно з сонячною кількістю, слабкі ізотопні смуги | тонкий диск поп І   | -2,2      | AGB                                                    | 3100-2600                | Р Леп         | ~90       |
| некласичні вуглецеві зорі | |                     |           |                                                        |                          |               |           |
| CJ:                       | дуже сильні ізотопні смуги C 2 і CN | невідомий           | невідомий | невідомий                                              | 3900-2800                | Ю CVn         | ~20       |
| CH:                       | дуже сильне поглинання CH | Halo Pop II         | -1,8      | яскраві гіганти, перенесення маси (всі CH:s двійкові ) | 5000-4100                | V Ari, TT CVn | ~20       |
| C-Hd:                     | лінії водню та смуги СН слабкі або відсутні | тонкий диск поп І   | -3,5      | невідомий                                              | ?                        | HD 137613     | ~7        |

## Астрофізичні механізми
Вуглецеві зорі можна пояснити більш ніж одним астрофізичним механізмом. Класичні вуглецеві зорі відрізняються від некласичних за масою, причому класичні вуглецеві зорі є більш масивними.
У класичних вуглецевих зорях, які належать до сучасних спектральних типів CR і CN, вважається, що велика кількість вуглецю є продуктом термоядерного синтезу гелію, зокрема потрійного альфа циклу в зорі, якого гіганти досягають наприкінці свого життя. в асимптотичному відгалуженні гігантів (AGB). Ці продукти термоядерного синтезу були винесені на зоряну поверхню епізодами конвекції (так зване третє зачерпування) після того, як були створені вуглець та інші продукти. Зазвичай цей вид вуглецевої зорі AGB зливає водень у водневій оболонці, але в епізодах, розділених 104–105 років, зоря перетворюється на палаючий гелій у оболонці, тоді як водневий синтез тимчасово припиняється. У цій фазі світність зорі зростає, і матеріал із внутрішньої частини зорі (зокрема вуглець) рухається з надр до верхніх шарів. Оскільки світність зростає, зоря розширюється так, що синтез гелію припиняється, і горіння водневої оболонки починається знову. Під час цих гелієвих спалахів оболонки втрата маси зорею є значною, і після багатьох спалахів гелієвої оболонки зоря AGB перетворюється на гарячого білого карлика, а її атмосфера стає матеріалом для планетарної туманності.
Вважається, що некласичні типи вуглецевих зір, що належать до типів CJ і CH, є подвійними зорями, де одна зоря вважається гігантською зорею (або іноді червоним карликом), а інша — білим карликом. Зоря, яку зараз спостерігають, є гігантською зорею, з багатим на вуглець складом, накопиченим коли вона ще була зорею головної послідовності від свого супутника (тобто зорі, яка зараз є білим карликом), коли остання ще була класичною вуглецевою зорею. Ця фаза зоряної еволюції є відносно короткою, і більшість таких зір зрештою стають білими карликами. Зараз ці системи спостерігаються через порівняно довгий час після події масообміну, тому додатковий вуглець, який спостерігається в нинішньому червоному гіганті, не вироблявся в цій зорі. Цей сценарій також прийнято як походження барієвих зір, які також характеризуються як такі, що мають сильні спектральні особливості молекул вуглецю та барію (елемент s-процесу). Іноді зорі, у яких надлишок вуглецю утворився внаслідок цього перенесення маси, називають «зовнішніми» вуглецевими зорями, щоб відрізнити їх від «власних» зорі AGB, які виробляють вуглець всередині. Багато з цих зовнішніх вуглецевих зір недостатньо світяться або холодні, щоб створити власний вуглець, що було загадкою, поки не було виявлено їх подвійну природу.
Загадкові вуглецеві зорі з дефіцитом водню (HdC), що належать до спектрального класу C-Hd, здається, мають певне відношення до змінних R Coronae Borealis (RCB), але самі по собі не є змінними та не мають певного інфрачервоного випромінювання, типового для RCB:s. Відомо лише п’ять HdC:s, і жодна не є подвійною, тому зв’язок із некласичними вуглецевими зірками невідомий.
Інші менш переконливі теорії, такі як розбалансування циклу CNO та спалах гелію в ядрі, також були запропоновані як механізми збагачення вуглецем атмосфери менших вуглецевих зірок.

## Інші характеристики

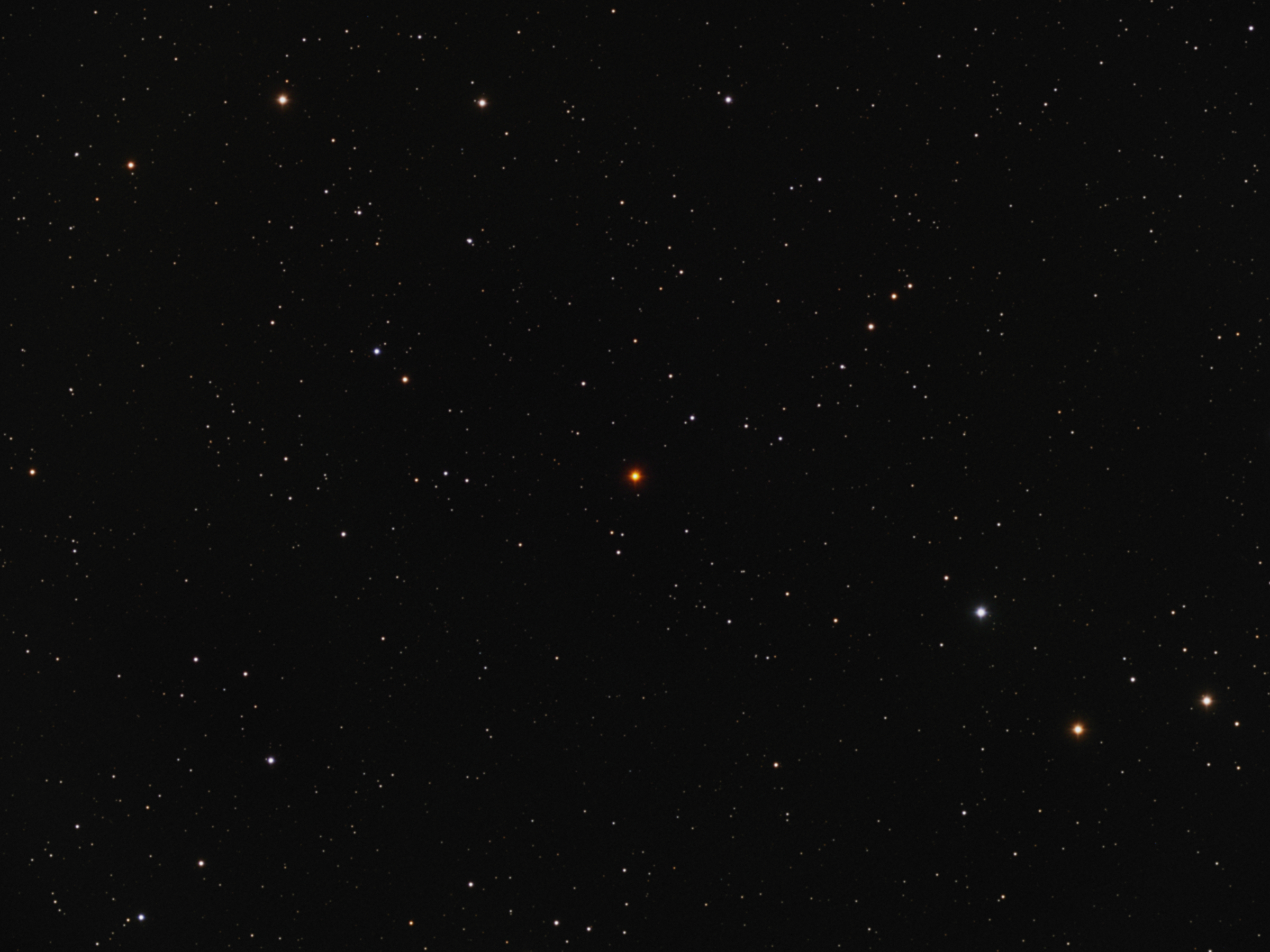
Оптичне світлове зображення вуглецевої зірки VX Андромеди.

Більшість класичних вуглецевих зір є довгоперіодичними змінними .

### Генерація міжзоряного пилу
Через низьку поверхневу гравітацію до половини (або більше) загальної маси вуглецевої зорі може бути втрачено через потужні зоряні вітри. Залишки зорі, насичений вуглецем «пил», подібний до графіту, стають частиною міжзоряного пилу. Вважається, що цей пил є значним чинником у забезпеченні речовиною для створення наступних поколінь зір та їхніх планетних систем. Матеріал, що оточує вуглецеву зорю, може покривати її настільки, що пил поглинає все видиме світло.

## Інші класифікації
Інші типи вуглецевих зір включають:
- CCS — Cool Carbon Star
- CEMP — Carbon-Enhanced Metal-Poor
  - CEMP-no —  зоря низьким вмістом вуглецю та бідним вмістом металу без посилення елементів, утворених r-процесом або s-процесом нуклеосинтезу
  - CEMP-r — зоря з низьким вмістом вуглецю та збідненням металів із покращенням елементів, утворених нуклеосинтезом r-процесу
  - CEMP-s — зоря з низьким вмістом вуглецю та збіднення на метали з покращенням елементів, отриманих за допомогою s-процесу нуклеосинтезу
  - CEMP-r/s — зоря з низьким вмістом вуглецю та збідненням на метали з покращеним вмістом елементів, утворених як r-процесом, так і s-процесом нуклеосинтезу
- CGCS — холодна галактична вуглецева зоря

## Використовувати як стандартні свічки

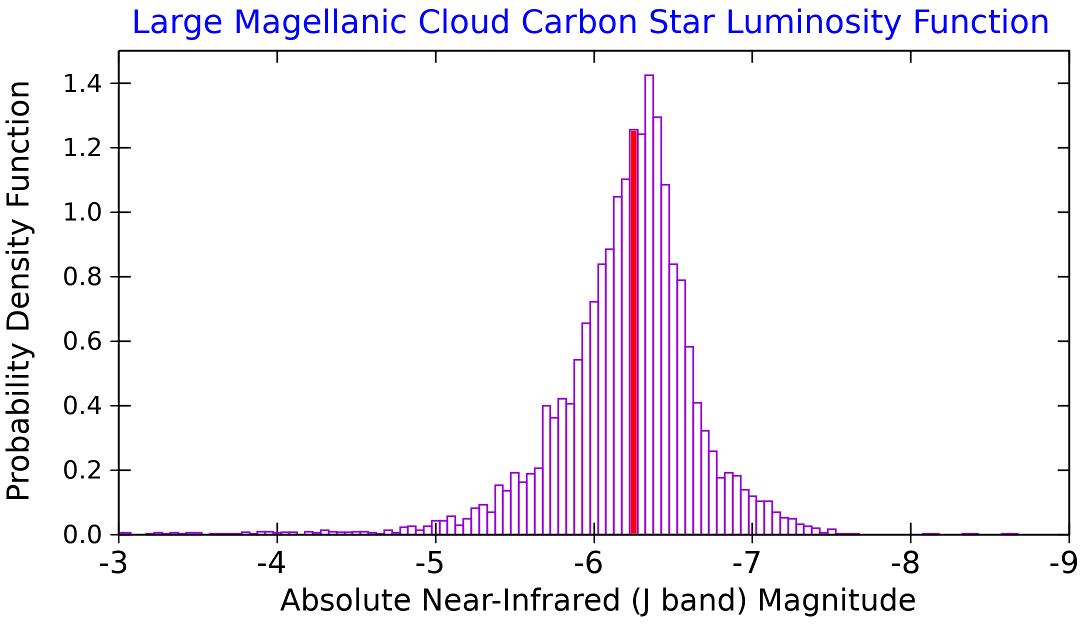
Гістограма, що показує відносну кількість вуглецевих зірок LMC із заданою світністю в ближньому інфрачервоному діапазоні. Середнє значення позначено червоним кольором. Адаптовано з Ripoche et al. (2020)

Класичні вуглецеві зорі дуже яскраві, особливо в ближньому інфрачервоному діапазоні, тому їх можна виявити в найближчих галактиках. Через сильні особливості поглинання в їхніх спектрах вуглецеві зорі червоніші в ближньому інфрачервоному діапазоні, ніж зорі, багаті киснем, і їх можна ідентифікувати за фотометричними кольорами. Хоча окремі вуглецеві зорі не мають однакову світність, велика вибірка вуглецевих зір матиме функцію щільності ймовірності світності (PDF) із майже однаковим середнім значенням у подібних галактиках. Отже, середнє значення цієї функції можна використовувати як стандартну свічку для визначення відстані до галактики. Форма PDF може змінюватися залежно від середньої металічності зорі AGB у галактиці, тому важливо відкалібрувати цей індикатор відстані за допомогою кількох сусідніх галактик, відстані для яких відомі іншими засобами.

## Зовнішні посилання
- Список 110 вуглецевих зірок. Включає номер HD ; вторинна ідентифікація для більшості; положення в прямому піднесенні та схиленні ; величина ; спектр ; діапазон зоряних величин (для змінних зірок ); період (змінності циклу).